# آبي ألدريش روكفلر
آبي ألدريش روكفلر (بالإنجليزية: Abby Aldrich Rockefeller)‏ هي فاعلة خير أمريكية، ولدت في 26 أكتوبر 1874 في بروفيدنس في الولايات المتحدة، وتوفيت في 5 أبريل 1948 في نيويورك في الولايات المتحدة.

## وصلات خارجية
- آبي ألدريش روكفلر على موقع الموسوعة البريطانية (الإنجليزية)